# Livia coloradensis
Livia coloradensis är en insektsart som beskrevs av Crawford 1914. Livia coloradensis ingår i släktet Livia och familjen rundbladloppor. Inga underarter finns listade i Catalogue of Life.